# クローステル・ツェーヴェン協定
クローステル・ツェーヴェン協定（独: Konvention von Kloster Zeven）もしくはクロスター・セヴン協定（英: Convention of Kloster-Zeven）とは、七年戦争中の1757年9月8日 (～9月10日) にイギリスとフランスのあいだで結ばれた休戦協定である。とはいってもこれは前線の軍司令官同士で取り決めただけで両国ともに政府が承認しなかったため、同年末には消滅していた。調印がツェーヴェンの廃修道院で行われたためこの名がある (クローステルは修道院の意)。

## 概要
七年戦争開戦後、カンバーランド公率いるイギリスと北ドイツ諸侯の連合軍はデストレのフランス軍に対して劣勢であり、ずるずると後退を続けた。ハステンベックの戦いにも敗れてついにはハノーファー防衛もできなくなった連合軍は、デストレと交代したリシュリュー公爵に追い詰められてデンマーク領との境まで後退し、もはや逃げ場もなくなった。
このような場合に備えてジョージ2世は、ピットなどの大臣たちには秘密で、カンバーランド公にフランスと交渉してもよいという内諾を与えておいた。一方リシュリューのほうもプロイセンに対して戦力を振り向けるためザクセンに軍勢を派遣せねばならず、交渉に積極的であった。デンマークの仲介をもとに交渉が行われ、休戦が合意された。
この協定で連合軍は解体されることになり、イギリスと帝国諸侯は大陸での戦争から離脱し、兵士たちはそれぞれの国へ帰還できるが、ハノーファーはフランスの保障占領下におかれた。リシュリューは北ドイツに冬営のための拠点を確保できて満足したが、敵軍の武装解除も兵士の捕虜化も行わなかったから、本国からこの協定を認められなかった。リシュリューは冬季休暇で一時帰還する、という名目で本国に帰ったが、再びドイツに派遣されることはなかった。
一方イギリスでもこの協定は認められるものではなかった。政府は同盟国であるプロイセンの抗議を受け、また自らも大陸の戦いから離脱する気はなかったからである。ピットから問い詰められたジョージ2世は、こんな内容の協定を結ぶ許しは与えていないと強弁してカンバーランドを召還した。宮殿に参内したカンバーランドの顔を見るとジョージ2世は、「おお、我が息子だ。余を破滅させ、自分の顔に泥を塗った」と言って、あとは言葉を交わそうともしなかった。カンバーランドは司令官の職を辞して軍を引退した。
その後、フランスはせめて武装解除だけでもさせようと協定の再交渉を持ちかけたが、その前にロスバッハの戦いが起こってフランス軍はプロイセン軍に大敗したから、イギリスは俄然強気となり、交渉をはねつけて分散冬営中だったフランス軍を襲ってハノーファーから駆逐した。そして改めてドイツ諸侯軍を集合させて連合軍を組むと、終戦までフランス軍と戦った。